# 杜正民
杜正民（1952年—2016年），中華電子佛典協會（CBETA）創始人之一，佛典數位化工作與佛學教育學者。

## 生平
曾擔任行政院國科會數位典藏國家型科技計畫「漢籍全文工作小組」、「文獻與檔案主題小組」的召集人，以及EBTI國際電子佛典協會委員臺灣代表和ECAI國際文化地圖協會的創始會員。2011年起，連續五年獲得科技部特殊優秀人才和教育部頂尖人才獎勵。
2016年11月27日逝世於淡水馬偕醫院，享壽64歲。
2020年，法鼓文理學院為紀念其一生奉獻，設立杜正民教授獎 用以表彰同為數位佛學領域有傑出貢獻之學者。

## 經歷
- 1994年，受臺大哲學系教授恆清法師聘請，參與成立臺大佛學研究中心(現為臺大佛學數位圖書館)[4]
- 1997年，以Lewis Lancaster為主軸，成立國際電子佛典協會（EBTI）[4]
- 1998年，成立中華電子佛典協會（CBETA）
- 2001年－2007年，任中華佛學研究所圖書資訊館館長
- 2007年4月－2008年8月，任法鼓佛教研修學院副校長兼圖書資訊館館長
- 2008年8月－2011年8月，任法鼓佛教學院（今法鼓文理學院）副校長
- 2011年－2014年，任法鼓佛教學院佛教學系 教授級專業技術人員
- 2014年－2016年，任法鼓文理學院佛教學系 教授級專業技術人員

## 專書著作
- 2018.02 法的療癒：佛陀教我的10堂生死課(Healing through Hearing the Dharma: 10 Lessons on Life and Death as Taught by the Buddha)[5]
- 2018.06 如來寶藏：聖嚴法師的如來藏思想研究(The Treasure of Tathāgata: A Research of Master Sheng Yen’s Thought on Tathāgatagarbha)[6]

## 外部連結
- 臺大數位佛學圖書館學著者規範資料庫 杜正民

1. ↑  .   [2023-05-09]. （原始内容存档于2023-05-09）.
2. ↑  .   [2023-05-09]. （原始内容存档于2022-08-10）.
3. ↑  佛門網(20160203)〈法的療癒──佛典中的療病觀，杜正民老師〉
4. ↑  .   [2023-05-09]. （原始内容存档于2023-05-09）.
5. ↑  .   [2023-05-09]. （原始内容存档于2023-05-09）.
6. ↑  法鼓雜誌325期(20170101)